# Segundo proceso de destitución de Donald Trump
El segundo proceso de destitución de Donald Trump es un juicio político que comenzó el 9 de febrero de 2021. Trump fue acusado por segunda vez por la Cámara de Representantes el 13 de enero de 2021. La Cámara adoptó un juicio político por incitación a la insurrección.  Es el único presidente de Estados Unidos u otro funcionario federal que ha sido acusado dos veces. El artículo de juicio político abordó los intentos de Trump de anular los resultados de las elecciones presidenciales de 2020 (incluidas supuestas afirmaciones de fraude electoral y sus esfuerzos para presionar a los funcionarios electorales en Georgia) y afirmó que Trump incitó al asalto al Capitolio mientras el Congreso se convocó para contar los votos electorales y así formalizar la victoria de Joe Biden.
Trump fue acusado una semana antes de que finalizara su mandato presidencial el 20 de enero de 2021, y será juzgado después de que deje el cargo. Ha habido un debate sobre si un presidente puede ser acusado y juzgado cuando ya no está en el cargo. Aunque no puede ser destituido de su cargo, el objetivo habitual del juicio político, sigue existiendo la posibilidad de restringir permanentemente a un expresidente condenado para que no pueda ocupar un cargo público. La Constitución no establece si se puede llevar a cabo un juicio político en el Senado para las personas que ya no ocupan cargos públicos, pero hay un precedente que permite un juicio político: en 1876, el Secretario de Guerra. William W. Belknap, renunció a su cargo después de estar implicado en un escándalo pero antes de ser acusado; sin embargo, fue acusado por la Cámara y juzgado por el Senado (Belknap fue absuelto, con una mayoría pero no los dos tercios requeridos para la condena).
Trump fue acusado por primera vez por la Cámara de Representantes el 18 de diciembre de 2019 por cargos de abuso de poder y obstrucción del Congreso por la controversia Trump-Ucrania;  fue absuelto de ambos cargos por el Senado de los Estados Unidos el 5 de febrero de 2020. Los cargos alegaban que Trump intentó ilegalmente coaccionar a Ucrania y otros países extranjeros para que proporcionaran narrativas dañinas sobre el rival político de Trump, Biden, en ese entonces candidato demócrata, como información relacionada con la interferencia rusa en las elecciones de Estados Unidos de 2016.
Con el control del partido de la cámara dividido en partes iguales, 17 senadores republicanos necesitarían votar para asegurar la mayoría de dos tercios requerida para la condena, asumiendo que todos los senadores demócratas y los dos independientes que forman parte del caucus con los demócratas votan para condenar.
El 13 de febrero es absuelto, con el resultado de 57 congresistas a favor de la condena y 43 en contra.

## Antecedentes
Según la Constitución de los Estados Unidos, la Cámara de Representantes tiene el poder exclusivo de hacer un proceso de destitución, y después de que se haya tomado esa acción, el Senado tiene «el poder exclusivo para juzgar todos los juicios políticos». Trump es el tercer presidente de Estados Unidos en enfrentar un juicio político en el Senado, después de Andrew Johnson y Bill Clinton. Trump es el único funcionario federal que ha sido acusado dos veces.
Los procedimientos de juicio político en el Senado se establecen bajo las reglas de juicio político adoptadas en 1986, aunque se adoptan reglas específicas para cada juicio, y el Líder de la Mayoría del Senado ejerce un poder considerable para establecer el procedimiento judicial.
El 11 de enero de 2021, los representantes estadounidenses David Cicilline, junto con Jamie Raskin y Ted Lieu, presentaron un artículo de acusación contra Trump, acusando a Trump de «incitación a la insurrección» al instar a sus partidarios a marchar hacia el edificio del Capitolio. El artículo decía que Trump había cometido delitos y faltas graves.al hacer varias declaraciones que «alentaron - y previsiblemente resultaron en - acciones ilegales» que interfirieron con el deber constitucional del Congreso de certificar las elecciones y afirmaron que Trump «amenazó la integridad del sistema democrático, interfirió con la transición pacífica del poder y puso en peligro una rama del gobierno equivalente», haciéndolo de una manera que lo convertía en «una amenaza para la seguridad nacional, la democracia y la Constitución si se le permitía completar su mandato». Un total de 218 de los 222 demócratas de la Cámara apoyaron el artículo de acusación, asegurando su aprobación.
La Cámara aprobó el artículo de acusación el 13 de enero de 2021 por 232-197 votos. Los 222 demócratas votaron a favor del juicio político, junto con 10 republicanos (incluida la presidenta de la Conferencia Republicana de la Cámara de Representantes, Liz Cheney). Cuatro republicanos no votaron y los otros 197 republicanos votaron en contra.
| Artículo 1.                  | Fecha                                                                    | Voto |     |     | Total   |
| ---------------------------- | ------------------------------------------------------------------------ | ---- | --- | --- | ------- |
| Incitación a la Insurrección | 13 de enero de 2021 Mayoría requerida:Absoluta de los presentes(215/429) | Sí   | 222 | 10  | 232/435 |
| Incitación a la Insurrección | 13 de enero de 2021 Mayoría requerida:Absoluta de los presentes(215/429) | No   |     | 197 | 197/435 |
| Incitación a la Insurrección | 13 de enero de 2021 Mayoría requerida:Absoluta de los presentes(215/429) | NV.  |     | 4   | 4/435   |
| Incitación a la Insurrección | 13 de enero de 2021 Mayoría requerida:Absoluta de los presentes(215/429) | Vac. | 2   | 2   | 2/435   |

## Oficiales del juicio

### Presidente
Patrick Leahy, presidente pro tempore del Senado, está presidiendo el juicio, en lugar de la vicepresidenta, Kamala Harris, quien, no obstante, puede involucrarse si es necesario realizar un desempate en caso de ser necesario. El líder de la mayoría del Senado, Chuck Schumer, dijo que el presidente de la Corte Suprema, John Roberts, se negó a presidir el juicio.
Antes de la selección de Leahy como presidente, hubo un debate sobre quién constitucionalmente debería ocupar ese cargo. El Artículo I, Sección 3, Cláusula  6 de la Constitución de los Estados Unidos establece que el Senado tiene el poder exclusivo de juzgar los juicios políticos y que «Cuando el presidente de los Estados Unidos sea juzgado, el presidente del Tribunal Supremo presidirá». Varios comentaristas cuestionaron si el presidente del Tribunal Supremo debe presidir el juicio de los expresidentes.

### Abogados de Trump
No estaba claro quién estaría en el equipo legal de Trump, debido a que numerosas firmas de abogados se habían negado a representarlo. El Proyecto Lincoln había presionado públicamente a los bufetes de abogados para que no lo hagan. Law & Crime informó que la mayoría de «los bufetes de abogados y abogados respetables» se estaban distanciando de él.
Rudy Giuliani, como abogado personal de Trump, quedó fuera de las primeras conversaciones sobre la próxima defensa, y Trump ordenó a sus asistentes que dejaran de pagarle a Giuliani.  El 18 de enero, un día después de reunirse con Trump, Giuliani dijo que no representaría a Trump en el juicio político del Senado, diciendo: «Debido a que di un discurso anterior [en el mitin], soy un testigo y por lo tanto no puede participar en la corte o en la cámara del Senado». De manera similar, John Eastman, quien se unió a Giuliani en el escenario en el mitin del 6 de enero, fue inicialmente considerado para un papel en el equipo de defensa de Trump, pero se retiró porque su rol en el mitin lo convirtió en testigo. Otros abogados que defendieron a Trump durante su primer juicio político, incluidos el exfiscal general de Florida Pam Bondi, Eric Herschmann, Patrick Philbin y Marc Kasowitz, dijeron no estar interesados en unirse a la defensa para el segundo juicio político.
A fines de enero, Trump formó un equipo de defensa de cinco abogados dirigido por Butch Bowers. Posteriormente, cuatro abogados más fueron nombrados para el equipo de defensa bajo Bowers: Deborah Barbier, Johnny Gasser, Greg Harris; y Josh Howard. Sin embargo, todos los abogados defensores se retiraron el 30 de enero, una semana antes del juicio. Las salidas se produjeron después de que Trump se enfrentara a sus abogados sobre estrategia (Trump quería centrarse en sus falsas afirmaciones de que le «robaron» las elecciones, en contraste con los abogados, que insistieron en centrarse en la legalidad de condenar a un expresidente), y honorarios (Trump estaba descontento con los honorarios y gastos estimados por los abogados). Ninguno de los abogados había recibido honorarios por adelantado ni había firmado cartas de intención.
El 1 de febrero, después del colapso de su anterior equipo legal, Trump anunció que David Schoen y Bruce Castor serían sus nuevos abogados defensores.

## Posiciones de los senadores
| Partido | Partido       | A favor | En contra | Sin definir |
| ------- | ------------- | ------- | --------- | ----------- |
|         | Demócrata     | 38      | 0         | 10          |
|         | Republicano   | 5       | 35        | 10          |
|         | Independiente | 2       | 0         | 0           |
| Total   | Total         | 45      | 35        | 20          |

Los senadores demócratas se encuentran a favor de la condena de Trump, pues afirman que la evidencia es clara y directa. El senador demócrata Richard Blumenthal dijo: «La evidencia son las propias palabras de Trump, grabadas en video. Es una cuestión de si los republicanos quieren dar un paso adelante y enfrentar la historia». La senadora Kirsten Gillibrand dijo: «Esta es una acusación muy simple. Es una incitación a la insurrección. Podríamos llevar a cabo un juicio en un período de tiempo conciso porque la evidencia que se necesita es bastante directa».
En el período previo al juicio, varios senadores republicanos se opusieron al proceso. El senador republicano Rand Paul continuó haciendo afirmaciones de que hubo un fraude electoral. Otros senadores republicanos, como Marco Rubio, sostuvieron que un juicio en el Senado sería demasiado divisivo y que sería «arrogante» que el Senado ejerciera su poder de impedir que Trump ocupe el cargo en el futuro.
Según The Washington Post, para el 1 de febrero de 2021, 40 senadores (39 demócratas y 1 independiente) apoyaban la condena, 37 senadores (todos republicanos) se oponían, 21 senadores (8 demócratas, 1 independiente y 12 republicanos) indicaron que estaban abiertos a la condena, y 2 senadores (1 demócrata y 1 republicano) no hicieron comentarios sobre su postura. El senador Lindsey Graham intentó persuadir a otros republicanos de votar en contra de la condena. El senador republicano Mitch McConnell, exlíder de la mayoría del Senado, supuestamente les dijo a los senadores que su decisión sobre si condenar al presidente saliente será un «voto de conciencia», y les dijo a sus colegas que estaba indeciso si él mismo votaría para condenar. Más tarde, declaró en el Senado que el entonces presidente Trump «provocó» a la multitud que irrumpió en el Capitolio.

## Opinión pública
Una encuesta de Reuters/Ipsos publicada el 22 de enero dio a conocer que el 51% de los estadounidenses estaba a favor de la condena Trump en el Senado, el 37% se oponía y el 12% no estaba seguro. El 55% de los estadounidenses apoyaron que el Senado impidiera a Trump de ocupar un cargo federal en el futuro; El 34% se opuso a este paso y el 11% dijo que no estaba seguro.
Una encuesta de la Universidad de Monmouth publicada el 25 de enero encontró que el 52% de los estadounidenses estaban a favor de la condena de Trump en el Senado, mientras que el 44% se oponía; El 57% apoyó que el Senado descalificara a Trump de ocupar un cargo federal en el futuro.
Una encuesta de ABC News publicada el 7 de febrero informó que el 56% de los estadounidenses estaban a favor de que el Senado condenara a Trump y lo impidiera de ocupar un cargo federal en el futuro, con un 43% en contra.
Una encuesta de CBS News publicada el 8 de febrero dio a conocer que el 56% de los estadounidenses estaban a favor de que el Senado condenara a Trump, con un 44% en contra de la medida.

## Absolución
Trump fue absuelto por el Senado, con 57 senadores que votaron a favor de la acusación y 43 que votaron en contra.
| Artículo 1.                  | Fecha                                          | Voto        |    |    | Ind. | Total  |
| ---------------------------- | ---------------------------------------------- | ----------- | -- | -- | ---- | ------ |
| Incitación a la Insurrección | 13 de febrero de 2021 Mayoría requerida:67/100 | Culpable    | 7  | 48 | 2    | 57/100 |
| Incitación a la Insurrección | 13 de febrero de 2021 Mayoría requerida:67/100 | No Culpable | 43 |    |      | 43/100 |